# Alla ricerca dello stregone
Alla ricerca dello stregone (A Good Man in Africa) è un film del 1994, diretto da Bruce Beresford, con Colin Friels, Sean Connery e Louis Gossett Jr.. È l'ultimo film in cui Sean Connery è stato doppiato da Pino Locchi prima della sua morte, avvenuta il 21 novembre 1994.

## Trama
Morgan Leafy, diplomatico britannico presso il consolato nel Kinjanja, ha una relazione con la nera Hazel. Nel precipitarsi all'aeroporto per ricevere il console Arthur Fanshawe, ha un incidente ed un diverbio con Murray, stimato medico scozzese, che dirige l'ospedale della capitale. Fanshawe desidera allacciare rapporti con il leader del KNO, il socialista Sam Adekunle, che ha studiato negli Stati Uniti ed ha sposato un'americana, Celia. Una sospetta blenorragia, diagnosticata a Leafy da Murray, lo costringe a respingere le proposte di Priscilla, la figlia di Fanshawe, la cui governante, Innocenza, è nel frattempo morta e nessuno può rimuovere il cadavere prima del rito Juju. Ma lo stregone chiede dei soldi e il console rifiuta di pagarlo: così il cadavere resta esposto in un cerchio di lumi ad olio. Frattanto Celia ha fatto incontrare Sam a Morgan, e tresca con costui durante il viaggio in Inghilterra del consorte, che rientrato a sorpresa toglie il veto che blocca una lucrosa speculazione edilizia in cui è implicato. A causa dell'arrivo di una duchessa reale, nell'occasione del Natale, Morgan, in vesti di Babbo Natale, deve dapprima sottrarre il cadavere di Innocenza, quindi lo sciopero generale della servitù lo obbliga a riportarlo. Poi combina una partita a golf con Murray per convincerlo, anche per denaro, ma il medico rifiuta di farsi corrompere. Frattanto Adekunle viene eletto presidente e minaccia Leafy, che Celia supplica per uscire dal paese, mentre Morgan si sostituisce a Fanshawe per salvarlo da una sommossa popolare. Fuggendo dalla folla inferocita con Chloe, la moglie del console, invaghitasi tra l'altro di lui, viene salvato dai militari. Poi Leafy raccoglie l'ultimo respiro di Murray, ferito in un incidente con la sua ambulanza, e promette al medico che proseguirà la sua opera contro la corruzione e paga lo stregone per rimuovere finalmente il cadavere.